# Rondibilis semielongata
Rondibilis semielongata là một loài bọ cánh cứng trong họ Cerambycidae.